# NGC 1347
NGC 1347 je galaksija u zviježđu Eridan.

## Vanjske poveznice
- SEDS: NGC 1347